# ランダーブルー
ランダーブルー（英語: lander blue）は、トルコ石の一種である。アメリカ合衆国産トルコ石では最も高価なものである。

## 歴史
1973年にアメリカ合衆国ネバダ州ランダーで鉱床が発見された。このとき、青色のノジュールをもつ、概ね黒色の岩石が見つけられた。
1974年に採掘が行われたが、掘削量は108ポンド (49 kg)しかない。帽子で覆えるくらいの小ささから鉱床がhat mineともよばれた。

## 性質・特徴
スパイダー・ウェブとよばれる褐色または黒色の網目模様をもつ。スパイダー・ウェブの存在は、ランダーブルーの著名性の要因の1つである。

## 産出地
アメリカ合衆国ネバダ州ランダーで採掘された。